# Ministerium für höhere Bildung (Namibia)
Das Ministerium für höhere Bildung, Training und Innovation (MHETI; englisch Ministry of Higher Education, Training and Innovation) war bis März 2025, neben dem Ministerium für Bildung, Kunst und Kultur, eines von zwei Bildungsministerien Namibias. Das Ministerium war für den tertiären Bildungssektor zuständig. Es ging im Ministerium für Bildung, Innovation, Jugend, Sport, Kunst und Kultur auf.
Zuletzt war seit März 2015 Itah Kandji-Murangi Ministerin. Sie wurde von Vizeministerin Becky Ndjoze-Ojo vertreten.

## Geschichte
Das Ministerium wurde in dieser Ressortaufteilung 2015 gegründet, nachdem das Bildungsministerium 2005 aus dem 1990 gegründeten Ministerien für „Grundbildung, Sport und Kultur“ und „Höhere Bildung, Training und Arbeitsplatzbeschaffung“ beziehungsweise „Höhere Bildung“ (bis zum Jahr 2000) hervorging.
Das Ministerium wurde bis zu seinem plötzlichen Tod am 2. Februar 2013 von Abraham Iyambo geleitet, der durch David Namwandi als Vizeminister vertreten wurde. Am 21. Februar 2013 wurde Namwandi zum neuen Minister ernannt. Seine Stellvertreterin wurde Silvia Makgone. Ab 2015 hatte Itah Murangi-Kandjii das Amt inne.